# Rechtsdienstleistungsregister
Das Rechtsdienstleistungsregister ist ein für jedermann unentgeltlich einsehbares Register, in dem alle Personen, die in Deutschland zur Erbringung von Rechtsdienstleistungen befugt sind, namentlich, inhaltlich und mit dem Umfang ihrer Erlaubnis erfasst sind.

## Zweck
Das Register dient der reinen Information. Für die Einsichtnahme wird kein Entgelt erhoben (§ 16 Abs. 1 RDG).
Es ermöglicht eine schnelle, unbürokratische Einsicht über das Internet, welchen Personen – sofern diese der Registrierungspflicht unterliegen – in welchem Umfang die Erbringung von Rechtsdienstleistungen erlaubt worden ist. Ebenso ist einsehbar, welchen Personen ohne Registrierungspflicht die Erbringung von Rechtsdienstleistungen untersagt worden ist.

## Eintragungen

### Registrierte Personen
Registrierungspflichtige Personen (ausschließlich Inkassounternehmen, Rentenberater und Rechtsdienstleister in einem ausländischen Recht) werden namentlich, ggf. mit Angabe der gesetzlichen Vertreter sowie des Registergerichts und der -nummer, eingetragen. Dem Eintrag kann immer die zuständige Aufsichtsbehörde, das Datum des Eintrags, das Gründungsjahr, alle Adressen, welche natürliche Person die für die Erbringung der jeweiligen Rechtsdienstleistungen notwendigen Qualifizierungen mitbringt, für welche (Teil-)Bereiche eine Erlaubnis vorliegt, etwaige Auflagen, eine etwaige zeitliche Beschränkung und die zulässige Berufsbezeichnung entnommen werden (§ 16 Abs. 2 Nr. 1 RDG). Zusätzlich können Telefonnummer und E-Mail-Adresse angegeben werden (§ 16 Abs. 2 Satz 2 RDG). Die Veröffentlichung erfolgt unverzüglich (§ 8 Abs. 2 Satz 1 RDV).
Ebenso registrierungspflichtig sind Inhaber einer Alt-Erlaubnis zur Besorgung fremder Rechtsangelegenheiten, darunter auch die Rechtsbeistände (§ 1 RDGEG).
Der Eintrag wird gelöscht bei Tod (natürlichen Personen) bzw. Beendigung (juristische Personen und Gesellschaften ohne Rechtspersönlichkeit), Verzicht, Zurücknahme/Widerruf (im Moment der Bestandskraft), bei Untersagung (im Moment der Bestandskraft) und bei etwaiger zeitlicher Beschränkung nach Ablauf eines Jahres nach Erlöschen der Erlaubnis (§ 17 Abs. 1 Nr. 1–4, 6 RDG). Löschungen erfolgen unverzüglich (§ 9 Abs. 1 RDV).

### Verbote
Wem Rechtsdienstleistungen in Unabhängigkeit von einer Registrierungspflicht untersagt worden sind, der wird namentlich, ggf. mit Angabe der gesetzlichen Vertreter sowie des Registergerichts und der -nummer, eingetragen. Dem Eintrag kann immer die untersagende Behörde, das Datum des Eintrags, das Gründungsjahr, die Adresse und die Dauer der Untersagung entnommen werden  (§ 16 Abs. 2 Nr. 2 RDG). Die Veröffentlichung erfolgt unverzüglich (§ 8 Abs. 2 Satz 1 RDV).
Der Eintrag wird gelöscht bei Tod (natürlichen Personen) bzw. Beendigung (juristische Personen und Gesellschaften ohne Rechtspersönlichkeit) und nach zeitlichem Ablauf des Verbotes (§ 17 Abs. 1 Nr. 2, 3, 5 RDG). Löschungen erfolgen unverzüglich (§ 9 Abs. 1 RDV).

### Suchkriterien
Die Suche funktioniert ausschließlich über die Kriterien Bundesland, zuständige Behörde, Aktenzeichen, Datum des Eintrags, Erlaubnisbereich (Inkassounternehmen, Rentenberater und Rechtsdienstleister in einem ausländischen Recht sowie Alt-Erlaubnisinhaber), Name und Adresse. Es sind keine vollständigen Angaben notwendig (§ 8 Abs. 1 RDV).

## Datenschutz
Die öffentliche Bekanntmachung erfolgt ausschließlich über www.rechtsdienstleistungsregister.de, wobei die datenschutzrechtliche Verantwortung bei der für die Registrierung bzw. das Verbot zuständigen Behörde liegt (§ 16 Abs. 3 Satz 1, 2 RDG).